# カール・ジューン
カール・ハワード・ジューン（Carl Howard. June, 1953年7月13日 - ）は、アメリカ合衆国の免疫学者。ペンシルベニア大学 医学大学院教授。CAR-T細胞療法の開発者である。

## 来歴
コロラド州ゴールデン生まれ。鉱山技師で化学者の父が朝鮮戦争から復員すると、カリフォルニア州エメリービルに転居し同地で育つ。1975年に海軍兵学校を卒業。1979年にベイラー医科大学からM.D.を取得。ジュネーブにある世界保健機関免疫学研究センターで4年間研究助手となり、1983年まで国立海軍医療センター(en)で内科の臨床研修を受け、1985年までシアトルのフレッド・ハッチソンがん研究センター（the Fred Hutchinson Cancer Research Center）でポスドクとしてHIVの研究に取り組んだ。

## 主な受賞歴
- 1996年 - レジオン・オブ・メリット受勲
- 2005年 - ブリストル・マイヤーズ スクイブ賞
- 2012年 - ウィリアム・コーリー賞
- 2014年 - カール・ラントシュタイナー記念賞
- 2015年 - パウル・エールリヒ&ルートヴィヒ・ダルムシュテッター賞
- 2018年 - パサノ賞、オールバニ・メディカルセンター賞
- 2021年 - ダン・デイヴィッド賞
- 2022年 - 慶應医学賞
- 2023年 - クラリベイト引用栄誉賞[1]
- 2024年 - 生命科学ブレイクスルー賞、ウォーレン・アルパート財団賞